# Сугурбаев, Булат Булатович
Булат Булатович Сугурбаев (каз. Болат Болатұлы Сүгірбаев; род. 7 августа 1983, Целиноград, Казахская ССР, СССР) — казахстанский дипломат, Чрезвычайный и Полномочный Посол Казахстана в Малайзии, в Бруней-Даруссаламе по совместительству.

## Биография
Окончил в 2005 году Евразийский национальный университет специальности «Страноведение».
2005—2008 годы — атташе, третий секретарь Департамента Азии и Африки Министерства иностранных дел Казахстана (МИД РК).
2008—2012 годы — третий, второй, первый секретарь посольства Казахстана в Сингапуре, Австралии и Новой Зеландии.
2012—2013 годы — руководитель управления имиджевой работы Комитета международной информации МИД РК.
2013—2015 годы — заместитель председателя Комитета международной информации МИД РК.
2015—2021 годы — руководитель Департамента Америки МИД РК.
С 26 февраля 2021 года — Чрезвычайный и Полномочный Посол Республики Казахстан в Малайзии.
С 26 января 2022 года — Чрезвычайный и Полномочный Посол Республики Казахстан в Бруней-Даруссаламе по совместительству.